# Ивановское (Ломоносовский район)
Ивановское — деревня в Копорском сельском поселении Ломоносовского района Ленинградской области.

## История
Впервые упоминается в Писцовой книге Водской пятины 1500 года как сельцо Иванково в Каргальском погосте Копорского уезда.
Затем как деревня Iwanofschi by в Каргальском погосте (восточной половине) в шведских «Писцовых книгах Ижорской земли» 1618—1623 годов.
На карте Ингерманландии А. И. Бергенгейма, составленной по шведским материалам 1676 года, она обозначена как деревня Ivanowskoi.
На шведской «Генеральной карте провинции Ингерманландии» 1704 года — как Ivanofchoi.
Как деревня Ивонска она упомянута на карте Ингерманландии А. Ростовцева 1727 года.
На карте Санкт-Петербургской губернии Ф. Ф. Шуберта 1834 года обозначена деревня Ивановская, состоящая из 88 крестьянских дворов.

ИВАНОВСКАЯ — деревня принадлежит статской советнице Юрьевой, число жителей по ревизии: 250 м. п., 263 ж. п. (1838 год)

В пояснительном тексте к этнографической карте Санкт-Петербургской губернии П. И. Кёппена 1849 года она записана как мыза Dorf Iwanowskoje (Ивановское) и указано количество её жителей на 1848 год: води — 233 м. п., 271 ж. п., всего 504 человека.
Согласно карте профессора С. С. Куторги 1852 года деревня называлась Ивановское.

ИВАНОВСКАЯ — деревня статской советницы Юрьевой, по просёлочной дороге, число дворов — 60, число душ — 224 м. п. (1856 год)

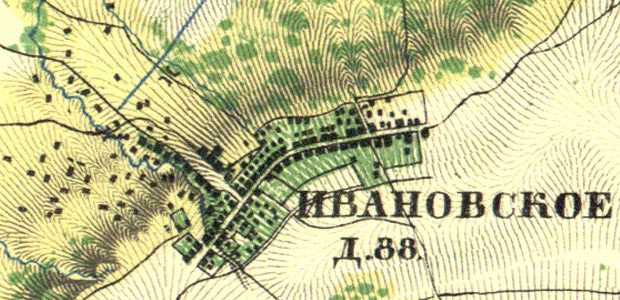
План деревни Ивановское. 1860 год

Согласно «Топографической карте частей Санкт-Петербургской и Выборгской губерний» в 1860 году деревня Ивановское насчитывала 88 крестьянских дворов.

ИВАНОВСКАЯ — деревня владельческая при ключах, число дворов — 66, число жителей: 199 м. п., 214 ж. п. (1862 год)

В конце XIX века деревня административно относилась к Копорской волости 2-го стана Петергофского уезда Санкт-Петербургской губернии, в начале XX века — 3-го стана.
С 1917 по 1923 год деревня Ивановское входила в состав Ивановского сельсовета Копорской волости Петергофского уезда.
С 1923 года в составе Троцкого уезда.
Согласно данным переписи населения СССР 1926 года в деревне Ивановское проживал 341 человек — все русские.
С 1927 года в составе Ораниенбаумского района.
С 1928 года в составе Копорского сельсовета. В 1928 году население деревни Ивановское составляло 343 человека.
По данным 1933 года деревня Ивановское входила в состав Копорского сельсовета Ораниенбаумского района.

План деревни Ивановское. 1938 год

Согласно топографической карте 1938 года деревня насчитывала 160 дворов.
С 1 августа 1941 года по 31 декабря 1943 года деревня находилась в оккупации.
С 1963 года в составе Гатчинского района.
С 1965 года вновь в составе Ломоносовского района. В 1965 году население деревни Ивановское составляло 164 человека.
По данным 1966, 1973 и 1990 годов деревня Ивановское также входила в состав Копорского сельсовета.
В 1997 году в деревне Ивановское Копорской волости проживали 22 человека, в 2002 году — 28 человек (русские — 93 %), в 2007 году — 18.

## География
Деревня расположена в юго-западной части района близ пересечения автодорог 41К-008 (Петродворец — Криково) и 41К-014 (Волосово — Керново), к юго-западу от административного центра поселения, села Копорье.
Расстояние до административного центра поселения — 3 км.
Расстояние до ближайшей железнодорожной станции Копорье — 6 км.

## Демография
| 1862 | 2002 | 2007 | 2010 | 2017 |
| ---- | ---- | ---- | ---- | ---- |
| 413  | ↘28  | ↘18  | ↗30  | ↘17  |

## Фото

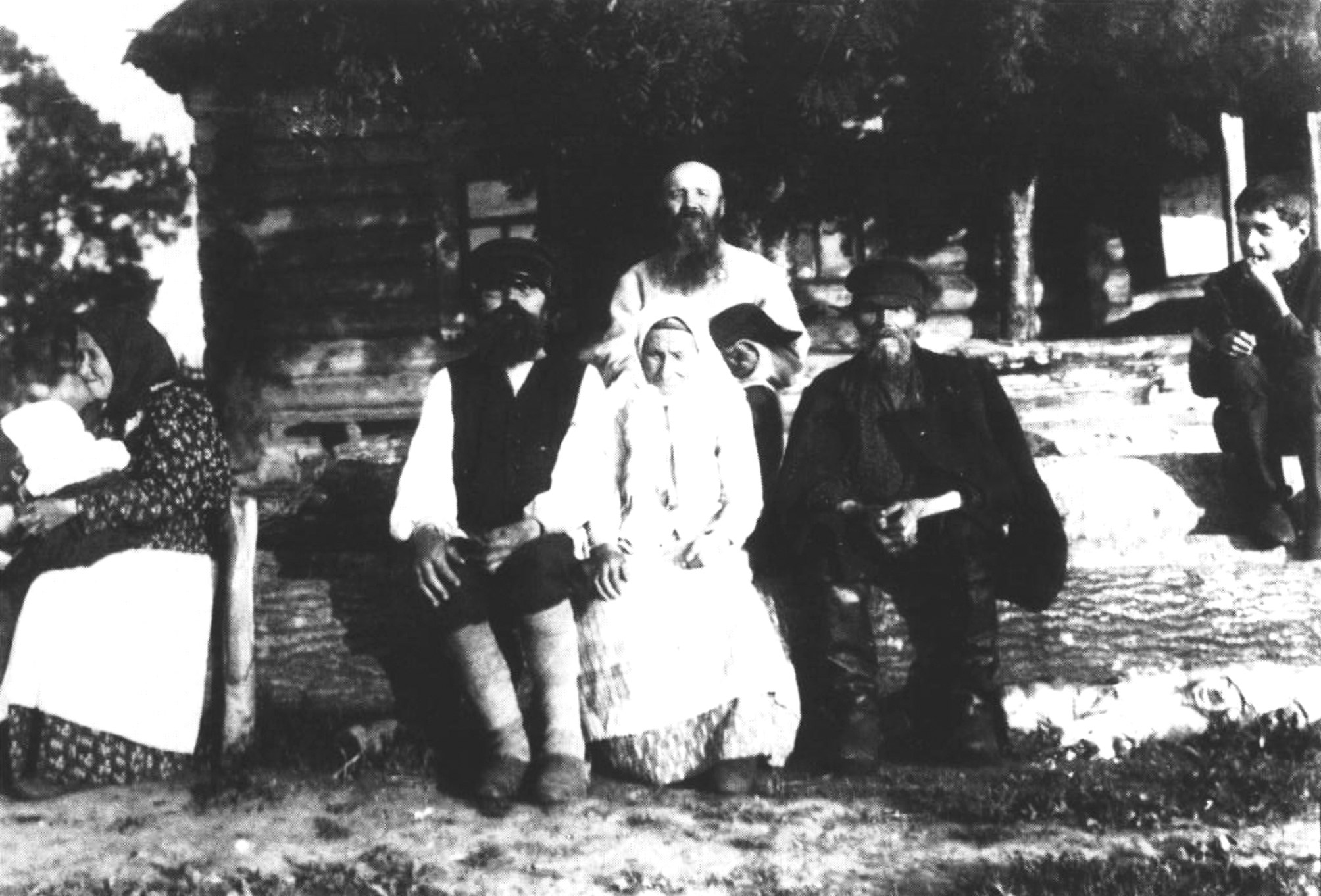
Водские жители деревни Ивановское. 1913 год

## Известные уроженцы
- Иоаким Романович Петров (1893—1970) — патофизиолог, академик АМН СССР (с 1960); генерал-майор медицинской службы

## Улицы
Солнечная.